# Алексеевское сельское поселение (Калининградская область)
Алексе́евское се́льское поселе́ние — упразднённое муниципальное образование в составе Краснознаменского административного района Калининградской области. Административный центр поселения — посёлок Тимофеево.

## История
Алексеевское сельское поселение образовано 30 июня 2008 года в соответствии с Законом Калининградской области № 256. В его состав вошли территории бывших Неманского и Тимофеевского сельских округов.
Законом Калининградской области от 27 апреля 2015 года № 419, все муниципальные образования Краснознаменского муниципального района: «Краснознаменское городское поселение», «Алексеевское сельское поселение», «Добровольское сельское поселение» и «Весновское сельское поселение» — с 1 января 2016 года были преобразованы путём объединения в Краснознаменский городской округ.

## Население
| 2010 | 2012  | 2013  | 2014  | 2015  |
| ---- | ----- | ----- | ----- | ----- |
| 2871 | ↘2814 | ↘2785 | ↘2745 | ↗2747 |

## Состав сельского поселения
| №  | Населённый пункт | Тип населённого пункта          | Население |
| -- | ---------------- | ------------------------------- | --------- |
| 1  | Абрамово         | посёлок                         | ↘32       |
| 2  | Алексеевка       | посёлок                         | ↗199      |
| 3  | Боброво          | посёлок                         | ↘81       |
| 4  | Долгое           | посёлок                         | ↗69       |
| 5  | Должанское       | посёлок                         | ↘17       |
| 6  | Заречное         | посёлок                         | ↗288      |
| 7  | Зеленодолье      | посёлок                         | ↗19       |
| 8  | Зеленолесье      | посёлок                         | ↗23       |
| 9  | Илловайское      | посёлок                         | ↘143      |
| 10 | Калачеево        | посёлок                         | ↘54       |
| 11 | Крайнее          | посёлок                         | →35       |
| 12 | Лагерное         | посёлок                         | ↗65       |
| 13 | Ливенское        | посёлок                         | ↗93       |
| 14 | Неманское        | посёлок                         | ↗714      |
| 15 | Никольское       | посёлок                         | ↘32       |
| 16 | Петропавловское  | посёлок                         | ↗120      |
| 17 | Пограничный      | посёлок                         | ↘91       |
| 18 | Полянское        | посёлок                         | ↗57       |
| 19 | Пугачёво         | посёлок                         | ↘31       |
| 20 | Садовое          | посёлок                         | ↗288      |
| 21 | Тимофеево        | посёлок, административный центр | ↗420      |